# Catopyrops halys
Catopyrops halys är en fjärilsart som beskrevs av Waterhouse 1934. Catopyrops halys ingår i släktet Catopyrops och familjen juvelvingar. Inga underarter finns listade i Catalogue of Life.